# Norracoides basinotata
Norracoides basinotata är en fjärilsart som beskrevs av Alfred Ernest Wileman 1910. Norracoides basinotata ingår i släktet Norracoides och familjen tandspinnare. Inga underarter finns listade i Catalogue of Life.